# Patrik Rikl
Patrik Rikl (* 6. Januar 1999 in Bradenton, Florida) ist ein tschechischer Tennisspieler.

## Persönliches
Patrik Rikl ist der Sohn der ehemaligen tschechischen Tennisspieler David Rikl und Adriana Gerši. Der Vater erreichte in der Weltrangliste Platz 41 im Einzel und Rang 4 im Doppel und gewann 30 Doppeltitel.

## Karriere
Rikl spielte bis 2017 auf der ITF Junior Tour. Sein bestes Ergebnis bei Grand-Slam-Turnieren war im Einzel dreimal die zweite Runde. Im Doppel war er deutlich erfolgreicher. Bei den Australian Open 2016 zog er ohne Satzverlust mit seinem Partner Lukáš Klein ins Endspiel ein. Dort unterlagen sie im Match-Tie-Break mit 10:12. Beim nächsten Turnier, das er spielte, den French Open, konnte er abermals das Finale erreichen. Mit Yshai Oliel gewann er dieses Mal den Titel. Obwohl noch länger spielberechtigt, wechselte Rikl schon 2016 zu den Profis.
Bei den Profis spielte Rikl sein erstes Turnier schon 2014, aber erst 2016 platzierte er sich erstmals in der Weltrangliste, zunächst nur im Doppel. 2017 gelang ihm selbiges auch im Einzel, auf der ITF Future Tour gewann er zudem seinen ersten Titel, wodurch er das Jahr im Einzel auf Platz 783 beenden konnte. 2018 wurde das erfolgreichste Jahr des Tschechen. Er gewann zwei Futures im Einzel und stand vier weitere Male im Halbfinale, sodass er sein Karrierehoch von Rang 392 erreichte. Im Doppel war er die ersten zwei Male ebenfalls bei Futures erfolgreich. Der erste Erfolg auf der ATP Challenger Tour gelang Rikl im Doppel in Liberec, wo er das Endspiel erreichen konnte. Auch dort stieg er mit Platz 342 auf seinen Rekordwert in der Rangliste.
In den folgenden Jahren verlor er Plätze im Ranking. 2019 und 2021 gewann er im Einzel noch jeweils einen Titel, im Doppel war er 2020 einmal, 2021 dreimal und 2022 zweimal auf der Future Tour erfolgreich. Beim Challenger in Ostrava zog er 2021 das zweite Mal in ein Endspiel dieser Kategorie ein. Im Einzel gewann Rikl bei einem Challenger einzig 2018 in Liberec ein Match auf diesem Niveau. Ende 2022 stand er im Einzel auf Platz 745 und im Doppel auf Rang 840.

## Erfolge
| Legende (Anzahl der Siege) |
| Grand Slam                 |
| ATP Finals                 |
| ATP Tour Masters 1000      |
| ATP Tour 500               |
| ATP Tour 250 (2)           |
| ATP Challenger Tour (7)    |

| ATP-Titel nach Belag |
| Hartplatz (0)        |
| Sand (2)             |
| Rasen (0)            |

### Doppel

#### Turniersiege

##### ATP Tour
| Nr. | Datum         | Turnier    | Belag | Partner    | Finalgegner                      | Ergebnis          |
| --- | ------------- | ---------- | ----- | ---------- | -------------------------------- | ----------------- |
| 1.  | 6. April 2025 | Marrakesch | Sand  | Petr Nouza | Hugo Nys Édouard Roger-Vasselin  | 6:3, 6:4          |
| 2.  | 26. Juli 2025 | Kitzbühel  | Sand  | Petr Nouza | Neil Oberleitner Joel Schwärzler | 1:6, 7:63, [10:5] |

##### Challenger Tour
| Nr. | Datum              | Turnier              | Belag         | Partner        | Finalgegner                      | Ergebnis          |
| --- | ------------------ | -------------------- | ------------- | -------------- | -------------------------------- | ----------------- |
| 1.  | 28. Oktober 2023   | St. Ulrich in Gröden | Hartplatz (i) | Andrew Paulson | Maximilian Neuchrist Jakub Paul  | 4:6, 7:67, [11:9] |
| 2.  | 10. Februar 2024   | Nottingham           | Hartplatz (i) | Petr Nouza     | Antoine Escoffier Joshua Paris   | 6:3, 7:63         |
| 3.  | 24. Februar 2024   | Teneriffa            | Hartplatz     | Petr Nouza     | Sander Arends Sem Verbeek        | 6:4, 4:6, [11:9]  |
| 4.  | 3. August 2024     | San Marino           | Sand          | Petr Nouza     | Théo Arribagé Orlando Luz        | 1:6, 7:5, [10:6]  |
| 5.  | 7. September 2024  | Sevilla              | Sand          | Petr Nouza     | George Goldhoff Fernando Romboli | 6:3, 6:2          |
| 6.  | 21. September 2024 | Bad Waltersdorf      | Sand          | Petr Nouza     | Guido Andreozzi N. Sriram Balaji | 6:4, 4:6, [10:5]  |
| 7.  | 7. Juni 2025       | Prostějov            | Sand          | Petr Nouza     | Lukáš Pokorný Dalibor Svrčina    | 4:6, 6:3, [10:4]  |

#### Finalteilnahmen
| Nr. | Datum            | Turnier   | Belag         | Partner    | Finalgegner                   | Ergebnis |
| --- | ---------------- | --------- | ------------- | ---------- | ----------------------------- | -------- |
| 1.  | 20. Oktober 2024 | Stockholm | Hartplatz (i) | Petr Nouza | Harri Heliövaara Henry Patten | 5:7, 3:6 |